# Alexander McGillivray
Alexander McGillivray (nacido el 15 de diciembre de 1750 - Fallecido el 17 de febrero de 1793) fue el líder de los indios Creek (Maskoki) durante y después de la Revolución Americana quien trabajó para establecer la identidad nacional de los Creek y un liderazgo unificado como medio para resistir la expansión estadounidense en el territorio de su pueblo.

## Biografía
McGillivray nació como Hoboi-Hili-Miko ("Buen Niño Rey") en Little Tallassee, un pequeño asentamiento Creek, en Alabama, cerca del río Coosa. Su padre, Lachlan McGillivray era un comerciante escocés y su madre, Sehoy Marchand, era la hija de Jean Baptiste Louis DeCourtel Marchand, un oficial francés de Fort Toulouse y Sehoy, una mujer mestiza de sangre Creek del prestigioso Clan del Viento.. El pueblo Creek, como numerosos pueblos indígenas del sudoeste de Norteamérica, definían sus linajes por vía materna, por lo que Alexander fue reconocido como miembro del Clan del Viento y pasó sus primeros años entre el pueblo de su madre. A los catorce años su padre lo envió a estudiar a Charleston, Carolina del Sur, donde aprendió inglés, latín y griego. 
Alexander McGillivray se unió a los Creek del Clan del Viento con el estallido de la Revolución Americana, después de que el estado de Georgia confiscara las propiedades de su padre, que apoyaba a los lealistas partidarios de los británicos, y que había regresado a Escocia.
McGillivray se unió al bando lealista, como su padre, aunque se mostraba resentido por el trato que los colonos británicos y el gobierno colonial daban a los indios americanos. Alexander McGillivray organizó y dirigió la participación de los Creek como aliados de la Corona británica. Ayudó a los lealistas de Georgia a combatir a los insurgentes y a defender Pensacola. No obstante, nunca llegó a reunir un gran número de tropas, pues los Creeks, y especialmente sus jefes, eran reticentes a participar en la guerra de los blancos. McGillivray actuó más como diplomático y político que como militar durante la guerra, aunque se dio a conocer y se ganó la confianza de varios jefes tribales para que apoyaran a los británicos. Su perfecto conocimiento de las dos culturas le convirtió en un interlocutor ideal entre indígenas y colonos europeos.
En 1783 los británicos reconocieron la independencia de los Estados Unidos y cedieron sus territorios coloniales al sur de Canadá al nuevo gobierno estadounidense y a los españoles. Los territorios tribales de los Creek se encontraban incluidos en este acuerdo, pero dirigidos por McGillivray los Creek se negaron a aceptar la apropiación de sus territorios. Su argumento es que ellos nunca habían capitulado ante los británicos, y en consecuencia, el rey de Gran Bretaña no podía ceder territorios que no le pertenecían. McGillivray emprendió una prolongada negociación territorial con el gobierno del nuevo estado de Georgia durante los años siguientes, reuniéndose asimismo con representas de las tribus indígenas de los Grandes Lagos, proponiéndoles una alianza para oponerse a la expansión de los estadounidenses y los españoles. 
Para mantener cierta presión militar sobre los Estados Unidos, los guerreros Creek atacaron las colonias europeas que habían sido creadas en su territorio, aliados con los Cheroquis y Chickamaugas. Al mismo tiempo negoció con los jefes Creek que deseaban vender parte de sus tierras a Georgia. En el nombre de la unidad del pueblo y de las tierras Creek, Alexander McGillivray envió guerreros para asegurarse de que los jefes no vendieran sus tierras. De esta forma, acabó con la fragmentación tribal del poder y centralizó la autoridad política de los Creek en sus manos.
Terminó convirtiéndose en el líder portavoz de todas las tribus indígenas entre las zonas limítrofes entre Georgia y Florida. En 1790 George Washington lo invitó a una conferencia en la ciudad de Nueva York de la que surgió el Tratado de Nueva York, un intento de pacificar la frontera sur de los Estados Unidos. Tras la firma del tratado, McGillivray y 26 jefes Creek juraron fidelidad a los Estados Unidos en nombre de su pueblo, obteniendo varios honores y una pensión por parte del gobierno, aunque al regreso a su territorio entre Georgia y Florida trató de igual manera con los españoles, que le nombraron superintendente general de la Nación Creek y también le ofrecieron un salario.
Durante el verano de 1792, mientras se encontraba en Mobile, McGillivray contrajo unas fuertes fiebres. Murió en Little River el 17 de febrero de 1793.